# Бен Нельсон
Ерл Бенджамін «Бен» Нельсон (англ. Earl Benjamin «Ben» Nelson; нар. 17 травня 1941, Маккук, Небраска) — американський політик-демократ. Губернатор штату Небраска з 1991 по 1999, член Сенату США з 2001 по 2013. Був одним з найконсервативніших демократів у Сенаті і часто голосував разом з республіканцями.
У 1970 році він отримав освіту в Університеті Небраски-Лінкольна і працював юристом, а потім у страховій галузі.
Одружений, має чотирьох дітей. Методист.